# 楊簡 (弘治進士)
楊簡（1460年—？），字居敬，浙江紹興府餘姚縣人，軍籍，明朝政治人物。

## 生平
成化二十二年（1486年）丙午科浙江鄉試第十七名舉人。弘治六年（1493年）中式癸丑科三甲第一百零九名進士。歷官柳州府知府，正德六年（1511年）正月考察。

## 家族
曾祖楊自新；祖父楊宜振，贈工部主事；父楊芸，貢士。母薛氏。